# Аксу (область)
41°10′11″ пн. ш. 80°16′19″ сх. д. / 41.16968° пн. ш. 80.27195° сх. д.
Аксу (кит.: 阿克苏地区; також Aksu) — адміністративна одиниця другого рівня у складі Сіньцзян-Уйгурського автономного району, КНР. Центр префектури і найбільше місто — Аксу.
Префектура межує з Казахстаном (Жетисуська область) та Киргизстаном (Іссик-Кульська область) на північному заході.

## Адміністративний поділ
Префектура поділяється на 2 міста і 7 повітів:
| Карта                                                        | Карта    | Карта    | Карта            |
| ------------------------------------------------------------ | -------- | -------- | ---------------- |
| Учтурфан Кальпін Онсу ① Аксу Ават Бай Токсу Куча Шаяр ① Аксу |          |          |                  |
| Статус                                                       | Назва    | Оригінал | Населення (2020) |
| Місто                                                        | Аксу     | 阿克苏市 | 715 319          |
| Місто                                                        | Куча     | 库车市   | 530 328          |
| Повіт                                                        | Ават     | 阿瓦提县 | 242 481          |
| Повіт                                                        | Бай      | 拜城县   | 231 113          |
| Повіт                                                        | Кальпін  | 柯坪县   | 50 619           |
| Повіт                                                        | Онсу     | 温宿县   | 266 002          |
| Повіт                                                        | Токсу    | 新和县   | 194 473          |
| Повіт                                                        | Учтурфан | 乌什县   | 205 571          |
| Повіт                                                        | Шаяр     | 沙雅县   | 278 516          |